# El coso (pel·lícula de 2022)
El coso és una pel·lícula documental argentina dirigida per Néstor Frenkel.
La cinta va ser nominada a millor documental en la 71a edició dels Premis Cóndor de Plata.

## Sinopsi
El testimoniatge dels qui el van conèixer i el registre de la seva imatge i veu no basten per a donar compte de qui va ser Federico Manuel Peralta Ramos, un artista únic, absolutament compromès amb la creació d'una obra fugaç i eterna.

## Repartiment
- Damián Dreizik

## Premis i nominacions
| Premi                  | Data               | Categoria         | Nominat | Resultat | Ref.  |
| ---------------------- | ------------------ | ----------------- | ------- | -------- | ----- |
| Premis Cóndor de Plata | 22 de maig de 2023 | Millor documental | El coso | Nominat  | [ 2 ] |